# Azusa Street Revival

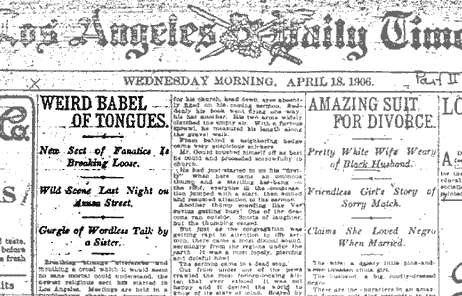
Azusa Street Revival op de voorpagina van de LA Times

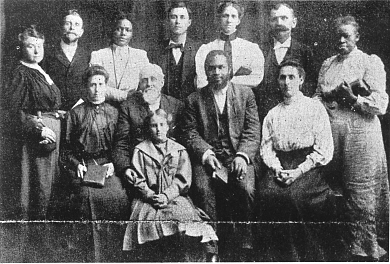
Foto uit 1908 met daarop betrokkenen bij de Azusa Street Revival

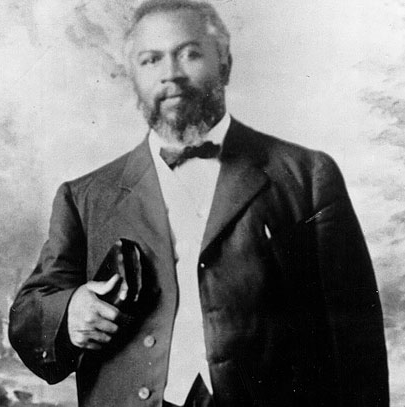
William J. Seymour

De Azusa Street Revival is een zogenoemde opwekking binnen het christendom, die van 1906 tot 1909 plaatsvond en die algemeen gezien wordt als het begin van de moderne pinksterbeweging.
De opwekking dankt zijn naam aan het gegeven dat deze plaatsvond in een Methodistische kerk die gelegen was aan 312 Azusa Street in Los Angeles, Californië. De Afro-Amerikaanse prediker William J. Seymour wilde het christelijk geloof vormgeven naar het voorbeeld van het boek Handelingen van de Apostelen uit het Nieuwe Testament. Hij liet zich daarbij nadrukkelijk leiden door het werk van Charles Parham en de zogeheten Heiligingsbeweging. Seymour leerde dat wanneer men ging leven naar het voorbeeld van de eerste christenen, iemand de doop met de Heilige Geest kon verwachten, die gepaard ging met glossolalie (dat hij aanduidde als spreken in tongen).
De verschijnselen die plaatsvonden trokken al snel de aandacht van de media, met name van de Los Angeles Times, die een aantal artikelen aan de beweging wijdde. De toeloop van christenen uit andere Amerikaanse steden en het buitenland was dermate groot dat er gedurende drie jaar lang dagelijks bijeenkomsten gehouden werden. Een opvallend kenmerk van de beweging was, naast het spreken in tongen, dat de groep die bijeenkwam interraciaal was, hetgeen vrij controversieel was in het Amerika van het begin van de 20e eeuw.

## Reacties
Binnen de christelijke kerk aan het begin van de twintigste eeuw werd verschillend gereageerd op de beweging. Sommigen zagen het als een terugkeer naar de wortels van het christendom en zochten in hun eigen omgeving naar manieren de opwekking verder gestalte te geven. In Nederland vertegenwoordigde met name Gerrit Polman deze reactie en daarmee werd hij een van de grondleggers van de pinksterbeweging in Nederland. Anderen reageerden terughoudend of afwijzend. Sommigen bestempelden de verschijnselen zelfs als demonisch.
In Nederland was er een theologische hogeschool met de naam Azusa theologische hogeschool, vanaf 2002 gevestigd in de Vrije Universiteit Amsterdam. Studenten konden daar een opleiding volgen tot voorganger of zendeling. De hogeschool fuseerde in 2010 met de Christelijke Hogeschool Windesheim.